# Тайху
Тайху́ (Тай, устар. Тай-ху; кит. 太湖, пиньинь Tài Hú) — крупное мелководное озеро правобережной части долины реки Янцзы возле её дельты, находится в Восточном Китае на юге провинции Цзянсу. По южному берегу озера проходит граница провинции Чжэцзян. Является третьим по величине пресноводным озером Китая, после Поянху и Дунтинху.
Летом полноводно (глубина достигает 12 м), зимой сильно мелеет. Средняя глубина — 1,9 м, максимальная — 2,6.
Тайху соединено со знаменитым Великим китайским каналом и Янцзы. В озеро впадают 70, а вытекают 224 рек и проток.
Котловина озера Тайху образовалась в качестве ударного кратера 4500 лет назад, что может объяснять исчезновение культуры Лянчжу.
Благодаря озеру в районе процветает судоходство и рыболовство. Ежегодный улов составляет около 13,7 тыс. тонн. Причудливо деформированные волнами валуны, которые доставали со дна озера, традиционно используются в качестве декоративных камней при украшении китайских садов и кабинетов учёных.
ХПК воды составляет 1,04-5,21 мг/л; концентрация взвешенных частиц — 50 мг/л; концентрация аммония— 0,31 мг азота/л.